# Régészeti Múzeum (Firenze)
A Régészeti Múzeum (olaszul Museo Archeologico), Firenze egyik múzeuma, ami a Palazzo della Crocetta palotában található, bejárata a Piazza della Santissima Annunziata tér felől van. A múzeumot 1880-ban alapították. A gyűjtemény része Ippolito Rosellini 1824-es egyiptomi expedíciójának anyaga, a Medici-család gemma- és vázagyűjteményének egyes darabjai is. A múzeum három részre tagolódik, egyik az etruszk helyrajzi múzeum (Museo Topografico dell'Etruria), a másik az egyiptomi múzeum (Museo Egiziano), a harmadik az etruszk-görög-római régiséggyűjtemény (Antiqarium).

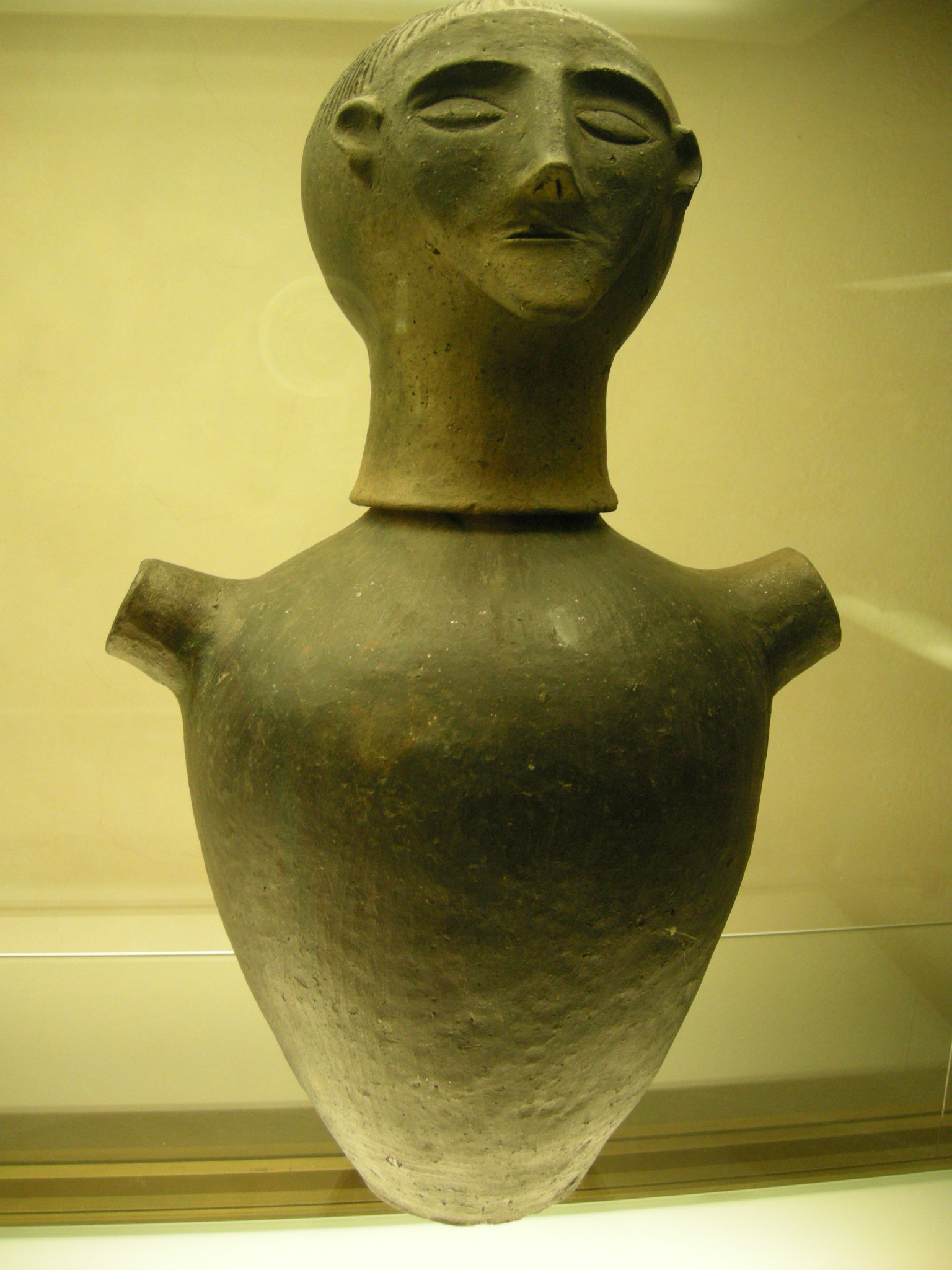
550 előtti etruszk urna
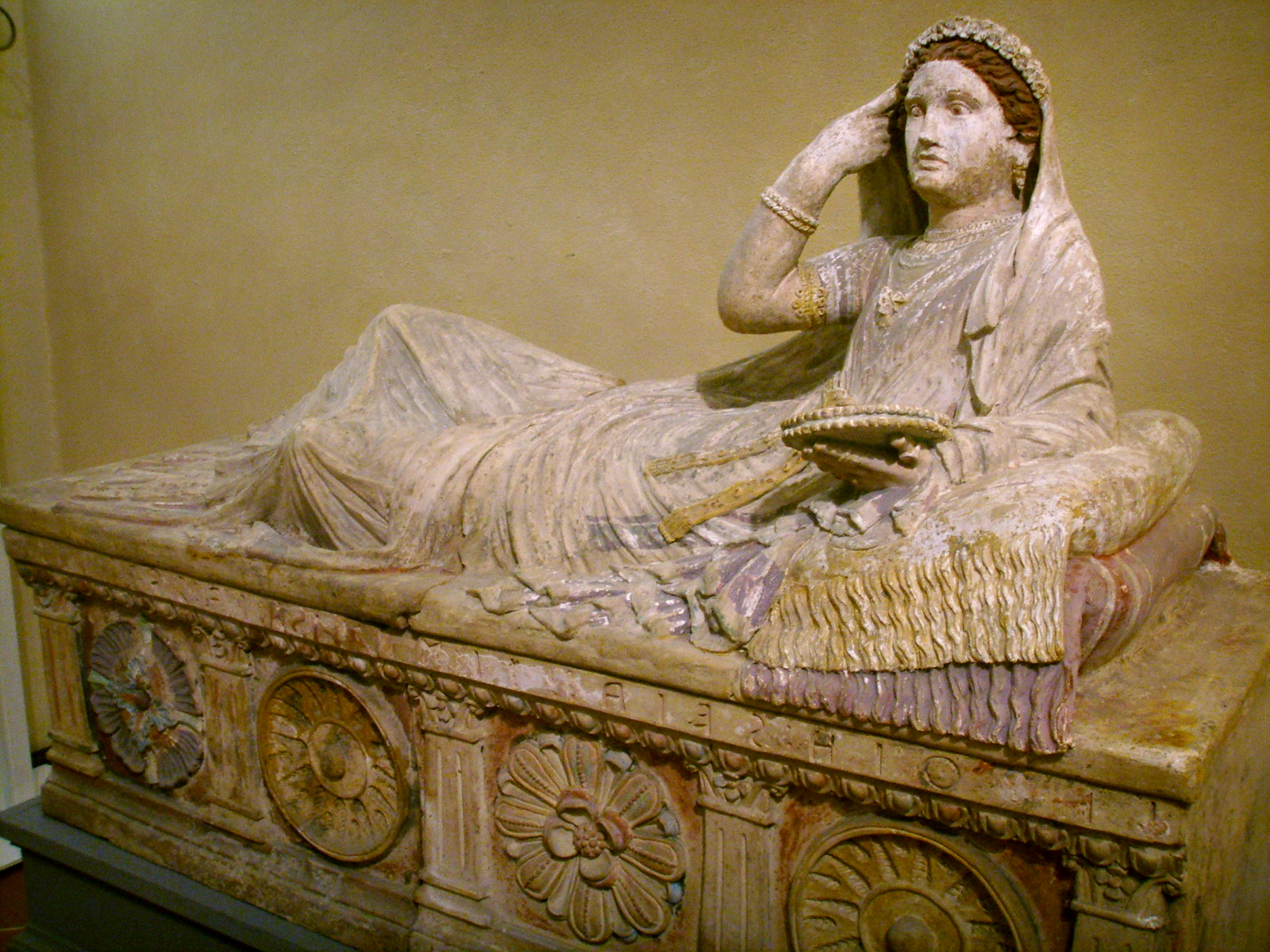
Laerthia Seianti szarkofágja
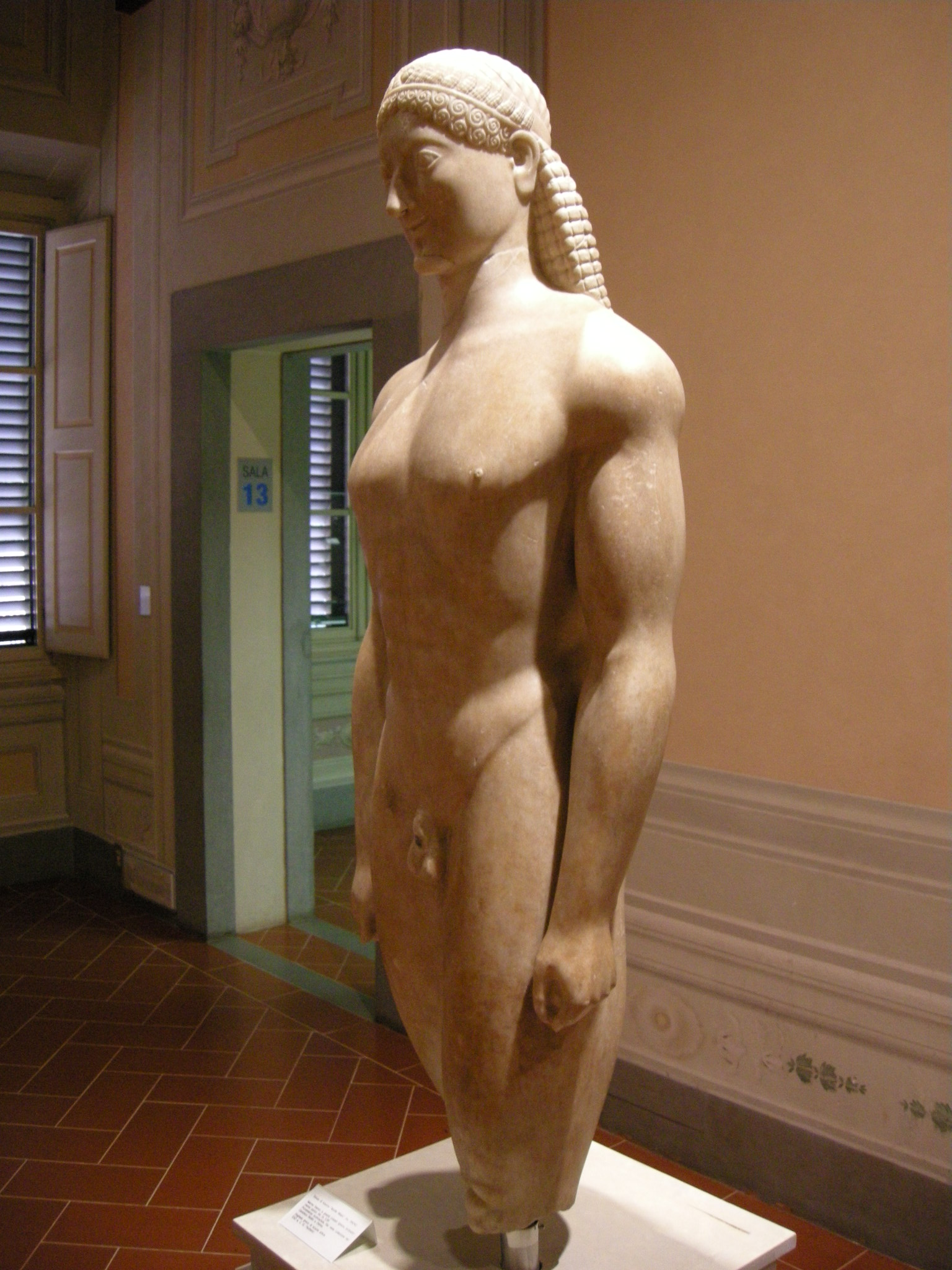
Miloszi Kürosz (i. e. 530 körül)
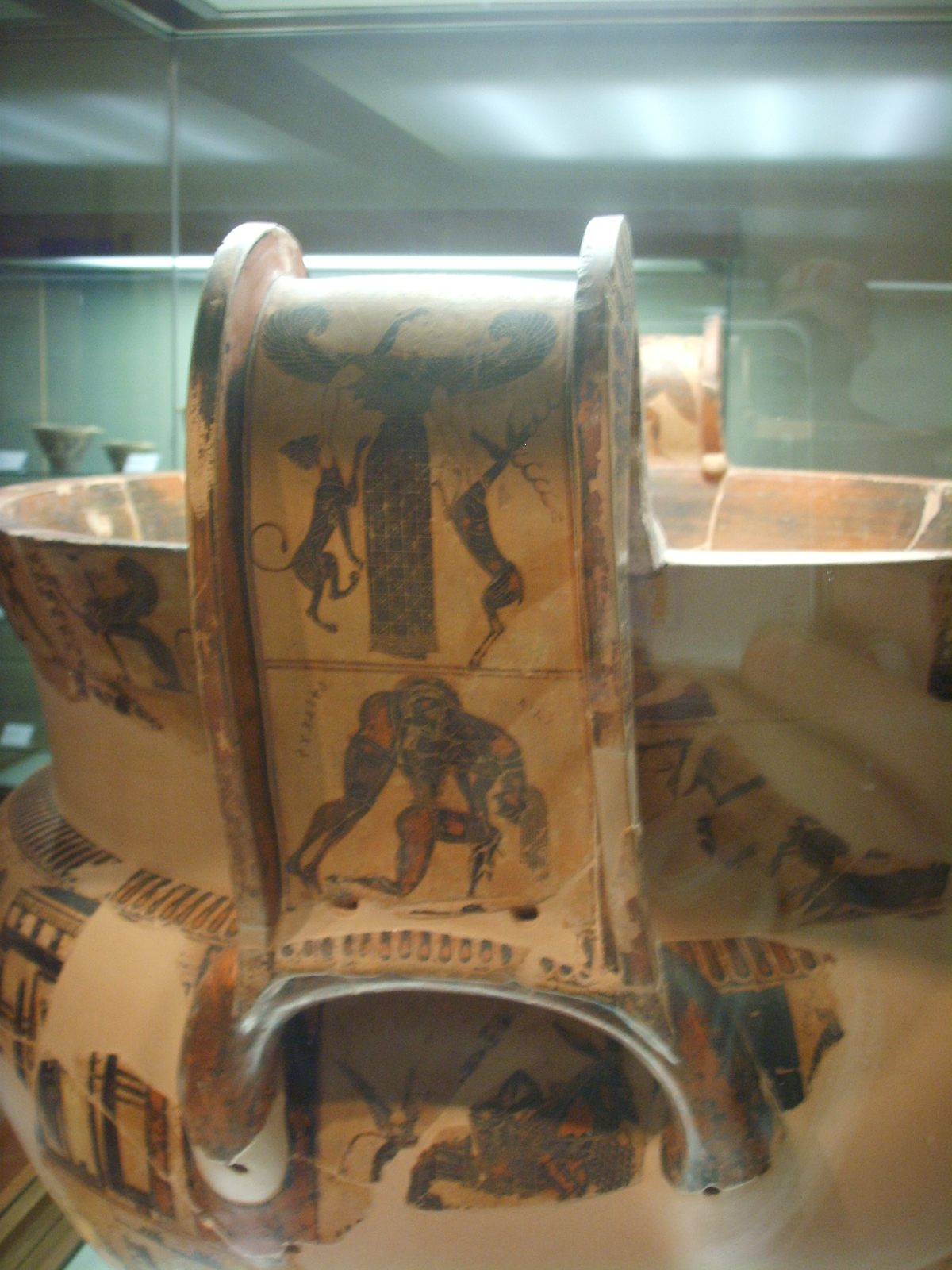
Vázarészlet
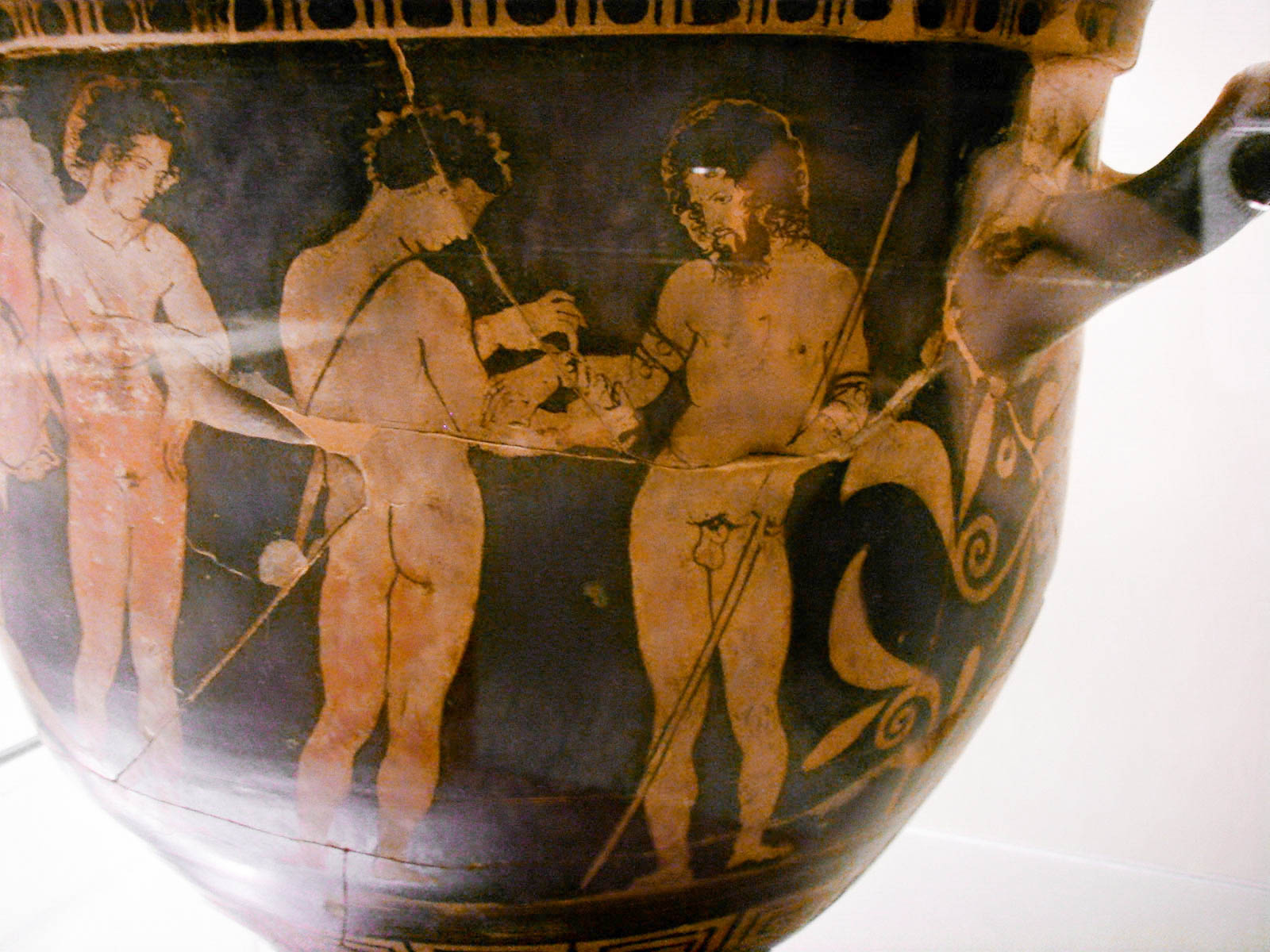
Görög váza